# La Tancada
La llacuna de la Tancada és una altra de les llacunes litorals del delta de l'Ebre que, amb unes 250 hectàrees d'extensió, constitueix un ambient natural molt ric, tant per la presència d'ocells com de peixos. La Tancada presenta dues cubetes de mides similars i d'escassa fondària (de menys de 70 cm). L'entrada d'aigua dolça es produeix per ambdós cubetes, tot i que és més important per la cubeta més occidental. La comunicació amb la mar, en canvi, és directa en ambdues cubetes a través de diverses séquies. La conductivitat és molt variable i depèn, en bona part, del cicle hidrològic associat al conreu de l'arròs.

## Flora
La vegetació que envolta la llacuna més occidental és un canyissar, mentre que l'oriental està ocupada per la cirialera vera (Arthrocnemum fruticosum), jonc marí (Juncus maritimus), salat portulacoides (Atriplex portulacoides), limònium (Limonium oleifolium), etc. En ambdues cubetes es forma tan sols un estret cinyell de vegetació, ja que els arrossars han anat ocupant al llarg dels anys les zones de vegetació natural. Sota les aigües s'hi fan herbassars de Ruppia cirrhosa, a la cubeta est, i Potamogeton pectinatus, a l'oest, tot i que amb certs problemes d'eutròfia.
Pel que fa als hàbitats d'interès comunitari es troba el de la pròpia llacuna (codi 1150) i el de les diferents comunitats que envolten la mateixa. Entre els hàbitats més destacats es troben els plans costaners arenosos o llimosos, sovint recoberts de mantells microbians (codi 1140), jonqueres halòfiles amb espartinar (codis 1320 i 1410, respectivament), on les espècies predominants són el jonc marí (Juncus maritimus) i l'espartina (Spartina patens), matollars halòfils mediterranis i termoatlàntics (Sarcocornetea fruticosae) (codi 1420) i matollars halonitròfils (Pegano-Salsoletea) (codi 1430).

## Fauna
Quant a la fauna, és un espai important per a la hivernada de la fotja (Fulica atra), del cabussó emplomallat (Podiceps cristatus), del bec d'alena (Recurvirostra avosetta) i diversos anàtids. Els flamencs (Phoenicopterus ruber) i els bernats (Ardea cinerea) s'hi desplacen sovint en búsqueda d'aliment. A la zona hi nidifiquen espècies com el mateix bec d'alena, el curroc (Sterna nilotica), la gamba roja (Tringa totanus) l'ànec coll-verd (Anas platyrhynchos), la fotja (Fulica atra), el cabussó emplomallat (Podiceps cristatus), el cames-llargues (Himantopus himantopus) i el xatrac comú (Sterna hirundo).
Així mateix, s'hi desplacen tot buscant menjar un munt de larolimícoles que nidifiquen a les salines de Sant Antoni, situades a tocar de l'espai i tractades en una altra zona humida. Les espècies que s'hi observen amb més regularitat són el xatrac menut (Sterna albifrons), la gavina capblanca (Larus genei), entre d'altres. Dintre de la comunitat íctia, destacar a la llacuna la població de fartet (Aphanius iberus).

## Protecció
L'espai és gestionat pel Parc Natural del Delta de l'Ebre i disposa d'un mirador amb diversos rètols informatius així com itineraris al voltant de la llacuna. L'únic aprofitament que s'hi realitza és la pesca, per part de la confraria de Sant Pere. Les espècies objecte de pesca són l'anguila (Anguilla anguilla), el llobarro (Dicentrarchus labrax) i diversos mugílids. L'espai forma part del Parc Natural de Delta de l'Ebre i s'inclou dins dels espais del PEIN "Delta de l'Ebre" i de la Xarxa Natura 2000 ES0000020 "Delta de l'Ebre". A més, hi ha una quarta figura de protecció, ja que l'espai fou declarat Reserva natural de fauna salvatge.